# Liste der Biografien/Dz
Liste der Biografien |
Portal Biografien |
Personensuche
# |
A |
B |
C |
D |
E |
F |
G |
H |
I |
J |
K |
L |
M |
N |
O |
P |
Q |
R |
S |
T |
U |
V |
W |
X |
Y |
Z |
?
 
Da |
Db |
Dc |
Dd |
De |
Dg |
Dh |
Di |
Dj |
Dk |
Dl |
Dm |
Dn |
Do |
Dq |
Dr |
Ds |
Du |
Dv |
Dw |
Dy |
Dz
Die Liste der Biografien führt alle Personen auf, die in der deutschsprachigen Wikipedia einen Artikel haben. Dieses ist eine Teilliste mit 166 Einträgen von Personen, deren Namen mit den Buchstaben „Dz“ beginnt.

## Dz

### Dza
- ǅadoň, Tomáš (* 1981), slowakischer Künstler
- Džaferović, Šefik (* 1957), bosnischer Politiker
- Džafič, Emir (* 1972), slowenischer Fußballspieler
- Džaja, Srećko Matko (* 1935), jugoslawisch-deutscher Theologe und Historiker
- Džajić, Dragan (* 1946), jugoslawischer FußballspielerDragan Džajić (* 1946)

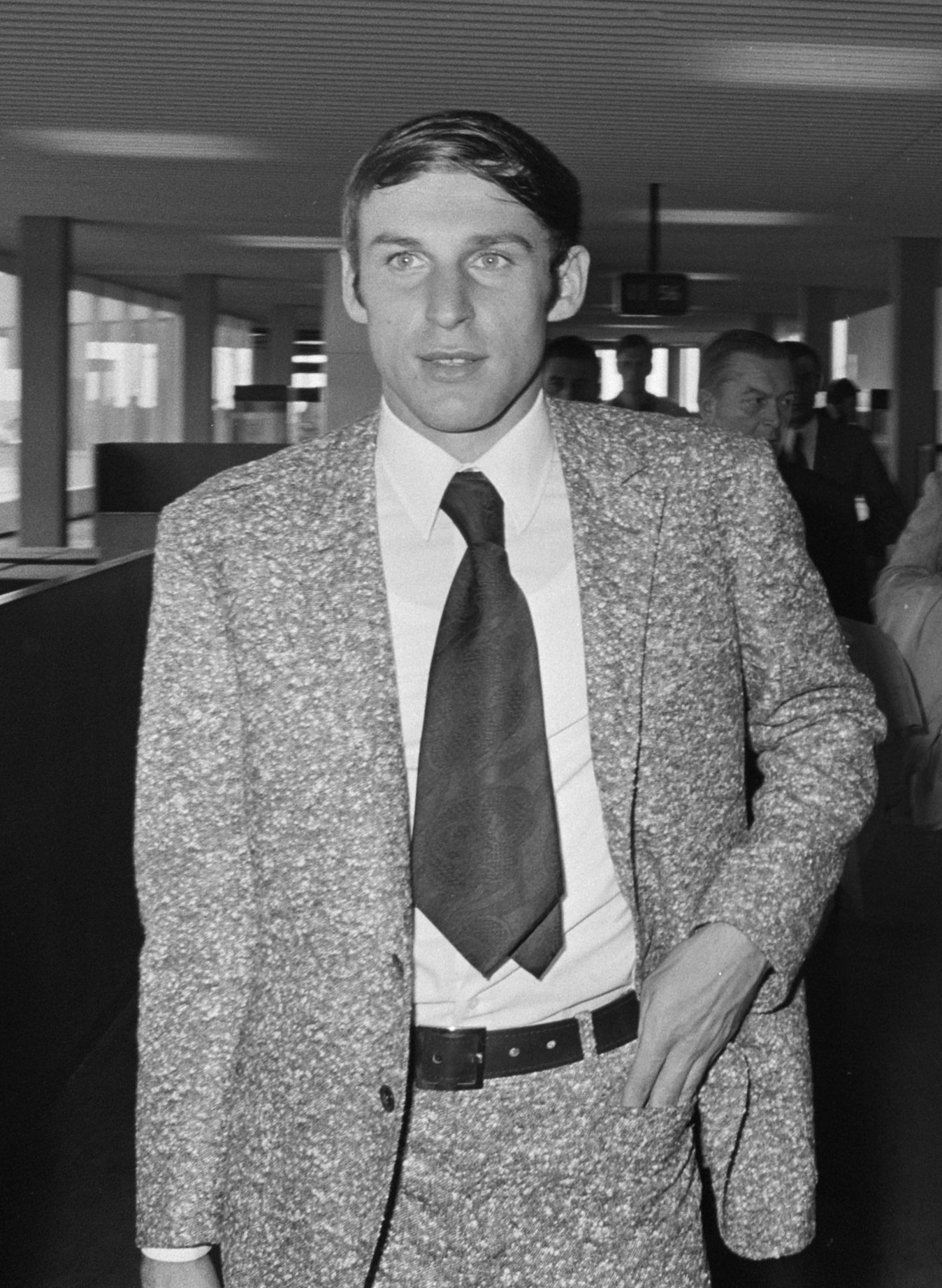
Dragan Džajić (* 1946)

- Džaka, Anel (* 1980), deutscher Fußballspieler
- Džalto, Patrik (* 1997), kroatischer Fußballspieler
- Dzaltur, Alida (* 2001), deutsch-serbische Fußballspielerin
- Dzama, Marcel (* 1974), kanadischer Zeichner, Objektkünstler und Filmemacher
- Džambić, Senad, Geschäftsmann
- Dzamesi, Kofi, Regionalminister der Volta Region in Ghana
- Džamonja, Dušan (1928–2009), jugoslawischer bzw. kroatischer Bildhauer
- Dzau, Victor J. (* 1946), chinesisch-US-amerikanischer Kardiologe
- Džavoronok, Milan (* 1961), tschechischer Beachvolleyballspieler

### Dze
- Dzeko (* 1992), kanadischer DJ und Musikproduzent
- Džeko, Edin (* 1986), bosnisch-herzegowinischer FußballspielerEdin Džeko (* 1986)

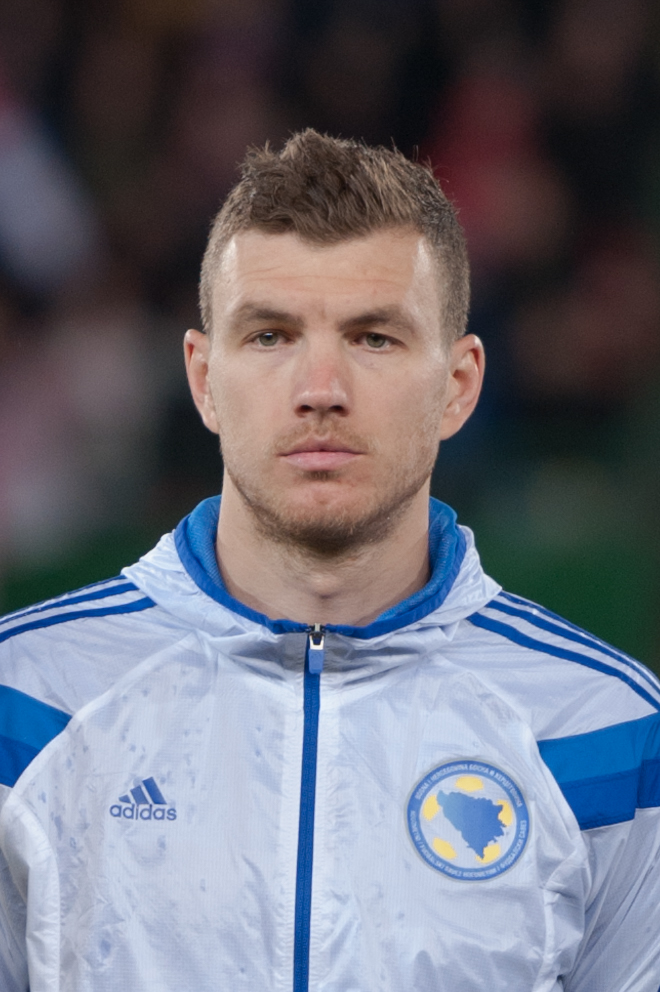
Edin Džeko (* 1986)

- Dzelde, Ģirts (* 1963), lettischer Tennisspieler
- Dzeliwe (1927–2003), swasiländische Adelige, Regentin von Swasiland (1982–1983)
- Džemaili, Blerim (* 1986), Schweizer Fussballspieler
- Dzemali, Omer (* 1970), mazedonischer Herzchirurg
- Dzembritzki, Aleksander (* 1968), deutscher Lehrer, politischer Beamter und Politiker (SPD)
- Dzembritzki, Detlef (* 1943), deutscher Politiker (SPD), MdB
- Dzemski, Dirk (* 1972), deutscher Boxer
- Dzenītis, Sandis (* 2001), lettischer Dreispringer
- Džeriņš, Andris (* 1988), lettischer Eishockeyspieler
- Džeriņš, Guntis (* 1985), lettischer Eishockeyspieler
- Dzeruvs, Paul (* 1988), uruguayischer Fußballspieler
- Dzewas, Dieter (* 1955), deutscher Politiker (SPD), MdB und Bürgermeister der Stadt Lüdenscheid

### Dzh
- Dzhumaev, Marat (* 1976), usbekischer Schachspieler

### Dzi
- Dziadek, Andrzej (* 1957), polnischer Komponist
- Dziadosz, Barbara, Illustratorin
- Dziadura, Wiesław (* 1956), polnischer Ringer
- Dziadzio, Dariusz (* 1975), polnischer Politiker (Ruch Palikota), Mitglied des Sejm
- Dziallas, Wilfried (1944–2021), deutscher Schauspieler, Hörspielsprecher und Regisseur
- Dzialoszynski, Eva (1900–1970), diplomierte Krankenschwester und Leiterin des jüdischen Waisenhauses in Celerina (Graubünden/Schweiz)
- Dzialowski, Sigismund von (1843–1878), Gutsbesitzer und Politiker, MdR
- Działyńska, Izabella Elżbieta (1830–1899), polnische Magnatin, Künstlerin und Kunstsammlerin
- Dzialynski, Johann von (1829–1880), polnisch-preußischer Rittergutsbesitzer, Publizist und Politiker
- Działyński, Paweł (1560–1609), polnischer Adliger, Politiker, Diplomat und Botschafter
- Działyński, Tytus (1797–1861), polnischer Offizier und Patriot
- Dziarski-Orloff, Ivannow Wladislaus von (1865–1904), Sideshow-Darsteller, „durchsichtiger“ Mann
- Dziarstek, Wilhelm (1920–1984), deutscher Fußballspieler
- Dziatzko, Karl (1842–1903), deutscher Bibliothekar und Klassischer Philologe
- Džiaugys, Martynas (* 1986), litauischer Ruderer
- Džiautas, Feliksas (* 1953), litauischer Politiker
- Dziczek, Patryk (* 1998), polnischer Fußballspieler
- Dzięcioł, Iwona (* 1975), polnische Bogenschützin
- Dzieciol, Joachim (1952–2024), deutscher Fußballspieler
- Dzieduszycki, Matt (* 1980), kanadischer Eishockeyspieler
- Dziedzic, Joe (* 1971), US-amerikanischer Eishockeyspieler
- Dziedzic, Stanley (* 1949), US-amerikanischer Ringer
- Dziedzic, Stefan (1927–2006), polnischer nordischer Kombinierer
- Dziedziczak, Jan (* 1981), polnischer Politiker, Mitglied des Sejm
- Dzięga, Andrzej (* 1952), polnischer Geistlicher und emeritierter römisch-katholischer Erzbischof von Stettin-Cammin
- Dziegoraitis, Algimantas (1939–2007), litauischer Jurist, stellvertretender Justizminister
- Dziekanowski, Dariusz (* 1962), polnischer Fußballspieler und -trainer
- Dziekoński, Józef Bohdan (1816–1855), polnischer Schriftsteller
- Dziekoński, Józef Pius (1844–1927), polnischer Architekt und Hochschullehrer
- Dziekoński, Xavier (* 2003), polnischer Fußballspieler
- Dziembowski, Konstantin von (1827–1890), deutscher Politiker, MdR
- Dziembowski, Maximilian von (1823–1901), sächsischer Generalleutnant
- Dziembowski, Sigismund von (1849–1915), preußischer Beamter, Landeshauptmann im Provinzialverband Posen (1893–1911)
- Dziembowski, Stefan (* 1973), polnischer Computerwissenschaftler
- Dziembowski, Wojciech (1940–2025), polnischer Astronom und Autor
- Dziembowski-Bomst, Stephan von (1828–1900), deutscher Rittergutsbesitzer, Landrat und Politiker, MdR
- Dziembowski-Pomian, Christoph Heinrich von († 1768), preußischer Landrat
- Dziembowski-Pomian, Sigismund von (1858–1918), deutscher Jurist und Politiker, MdR
- Dziemianowicz-Bąk, Agnieszka (* 1984), polnische Politikerin (Razem)
- Dziena, Alexis (* 1984), US-amerikanische Film- und Fernsehschauspielerin
- Dzieniszewska, Edyta (* 1986), polnische Kanurennsportlerin
- Dzienny, Gracie (* 1995), US-amerikanische Schauspielerin und Model
- Dzieński, Marcin (* 1993), polnischer Sportkletterer
- Dzienus, Timon (* 1996), deutscher Politiker (Bündnis 90/Die Grünen)Timon Dzienus (* 1996)

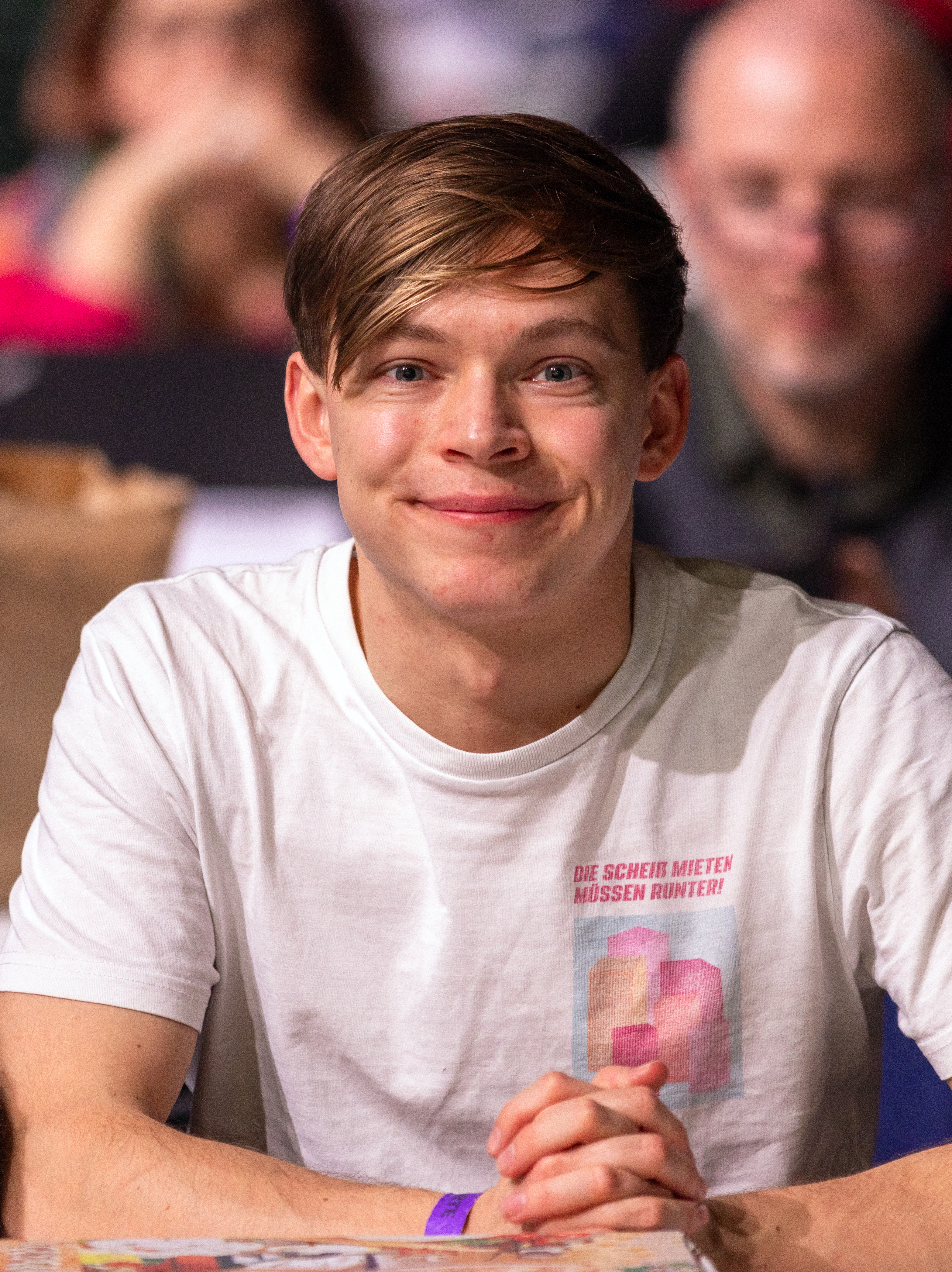
Timon Dzienus (* 1996)

- Dzierkals, Mārtiņš (* 1997), lettischer Eishockeyspieler
- Dzierlatka, Arié (1933–2015), belgischer Komponist
- Dziersk, Udo (* 1961), deutscher Maler und Hochschullehrer
- Dzierzgowski, Nikolaus († 1559), Bischof von Kamieniec (1541–1542), Chełm (1542–1543), Włocławek (1543–1545) und Erzbischof von Gnesen (1546–1559)
- Dzierzon, Johann (1811–1906), schlesischer Priester und Bienenforscher
- Dzierżyńska, Zofia (1882–1968), polnische sozialdemokratische, später kommunistische Politikerin (SDKPiL)
- Dzierżyński, Antoni (1942–2017), polnischer Politiker, Sejm-Abgeordneter
- Dzierżyński, Feliks (1877–1926), polnisch-russischer BerufsrevolutionärFeliks Dzierżyński (1877–1926)

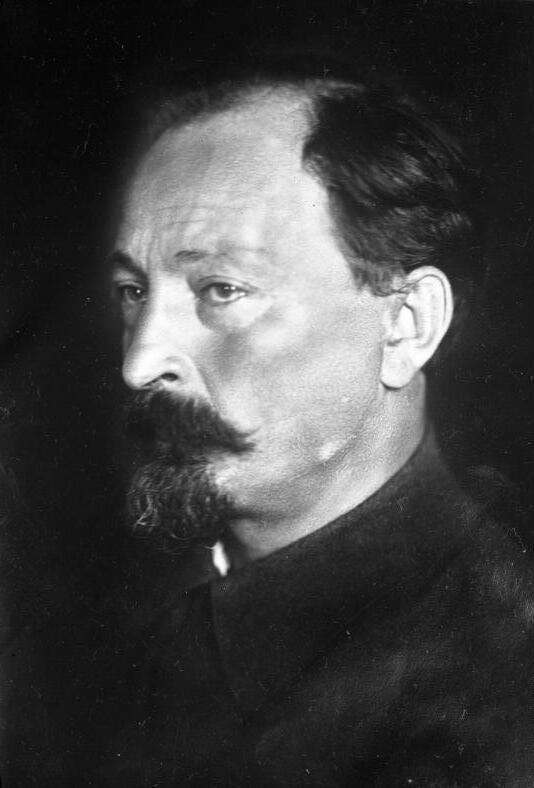
Feliks Dzierżyński (1877–1926)

- Dzierzynski, Yvan (* 1990), französischer Fußballspieler
- Dziewas, Gotthold (1900–1940), deutscher politischer Funktionär und SA-Führer
- Dziewialtowski, Martin (* 1972), schottischer Snookerspieler
- Dziewior, Yilmaz (* 1964), deutscher Kunsthistoriker und Kurator
- Dziewoński, Adam (1936–2016), polnischer Geophysiker und Seismologe
- Dziewoński, Karol (1876–1943), polnischer Chemiker
- Dziezuk, André (* 1966), französischer Komponist
- Dzigan, Shimen (1905–1980), polnischer Schauspieler
- Dziggel, Bettina (1960–2022), deutsche Aktivistin (DDR)
- Dziki, Waldemar (1956–2016), polnischer Regisseur und Filmproduzent
- Dzikowski, Stefan (* 1957), deutscher Sachbuch-Autor und Therapeut
- Dzimirsky, Dirk (* 1969), deutscher Künstler der Stilrichtung des Hyperrealismus
- Dzinaj, Tarek (1962–2004), deutscher Schriftsteller und Arzt
- Dzindzichashvili, Roman (* 1944), US-amerikanischer Schachspieler georgischer Herkunft
- Dzingai, Brian (* 1981), simbabwischer Leichtathlet
- Dzingel, Martin (* 1975), tschechischer Sprachwissenschaftler
- Dzingel, Ryan (* 1992), US-amerikanischer Eishockeyspieler
- Džinič, Elvedin (* 1985), slowenischer Fußballspieler
- Džinić, Miloš (* 2000), österreichischer Fußballspieler
- Dzinkambani, Navigator (1974–2006), malawischer Fußballspieler
- Džinović, Haris (* 1951), jugoslawischer bzw. bosnischer SängerHaris Džinović (* 1951)

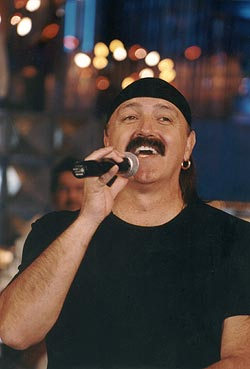
Haris Džinović (* 1951)

- Dzintare, Vija (* 1941), lettische Anglistin und Bildhauerin
- Dzintars, Raivis (* 1982), lettischer Politiker, Mitglied der Saeima
- Dziobaka, Manfred (* 1954), deutscher Fußballspieler
- Dziobek, Ernst Christian (1795–1845), deutscher Ingenieuroffizier und Militärschriftsteller
- Dziobek, Isabel (* 1973), Psychologin und Psychotherapeutin (Kognitive Verhaltenstherapie), sozial-kognitive Neurowissenschaftlerin und AutorinIsabel Dziobek (* 1973)

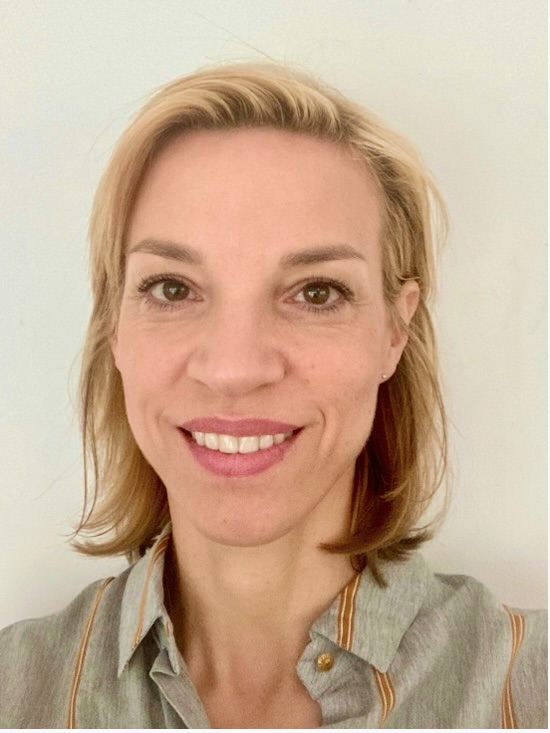
Isabel Dziobek (* 1973)

- Dziobek, Otto (1856–1919), deutscher Mathematiker und Hochschullehrer
- Dziobek, Otto (1875–1964), deutscher Oberst im Zweiten Weltkrieg
- Dziółka, Jakub (* 1980), polnischer Fußballspieler
- Dziółko, Adrian (* 1990), polnischer Badmintonspieler
- Dzionara, Karin (* 1960), deutsche Journalistin und Autorin
- Dziony, Roman (* 1976), deutscher Basketballspieler
- Dziony, Wolfgang (* 1949), deutscher Schlagzeuger
- Dziri, Lotfi (1946–2013), tunesischer Schauspieler, Autor und Theaterregisseur
- Dzirma, Elisabeth (* 1994), deutsche Basketballspielerin
- Dziuba, Andrzej Franciszek (* 1950), polnischer Geistlicher, emeritierter römisch-katholischer Bischof von Łowicz
- Dziuba, Helmut (1933–2012), deutscher Filmregisseur
- Dziuba, Marek (* 1955), polnischer Fußballspieler und Trainer
- Dziuba, Stanisław Jan (* 1960), polnischer Ordensgeistlicher, Bischof von Umzimkulu
- Dziubański, Michał (* 1971), polnischer Tischtennisspieler
- Dziubek, Grzegorz (* 1974), polnischer Beamter und Kommunalpolitiker (PSL)
- Dziubiński, Bogdan (* 1958), polnischer Eishockeyspieler
- Dziubiński, Krystian (* 1988), polnischer Eishockeyspieler
- Džiugelis, Justas (* 1987), litauischer Politiker und Unternehmer, Mitglied des Seimas
- Dziuk, Artur (* 1983), deutsch-polnischer Schriftsteller
- Dziuk, Danny (* 1956), deutscher Singer-Songwriter, Komponist und Bluesrockmusiker
- Dziuk, Kulle, deutscher Rockmusiker, Produzent und Komponist
- Dziurok, Adam (* 1972), polnischer Historiker
- Dziurzynski, David (* 1989), kanadischer Eishockeyspieler
- Dzivielevski, Yuri (* 1991), brasilianischer Pokerspieler
- Dziwior, Janosch (* 1974), deutsch-polnischer Fußballspieler
- Dziwisz, Stanisław (* 1939), polnischer katholischer Geistlicher, emeritierter Erzbischof von Krakau, KardinalStanisław Dziwisz (* 1939)

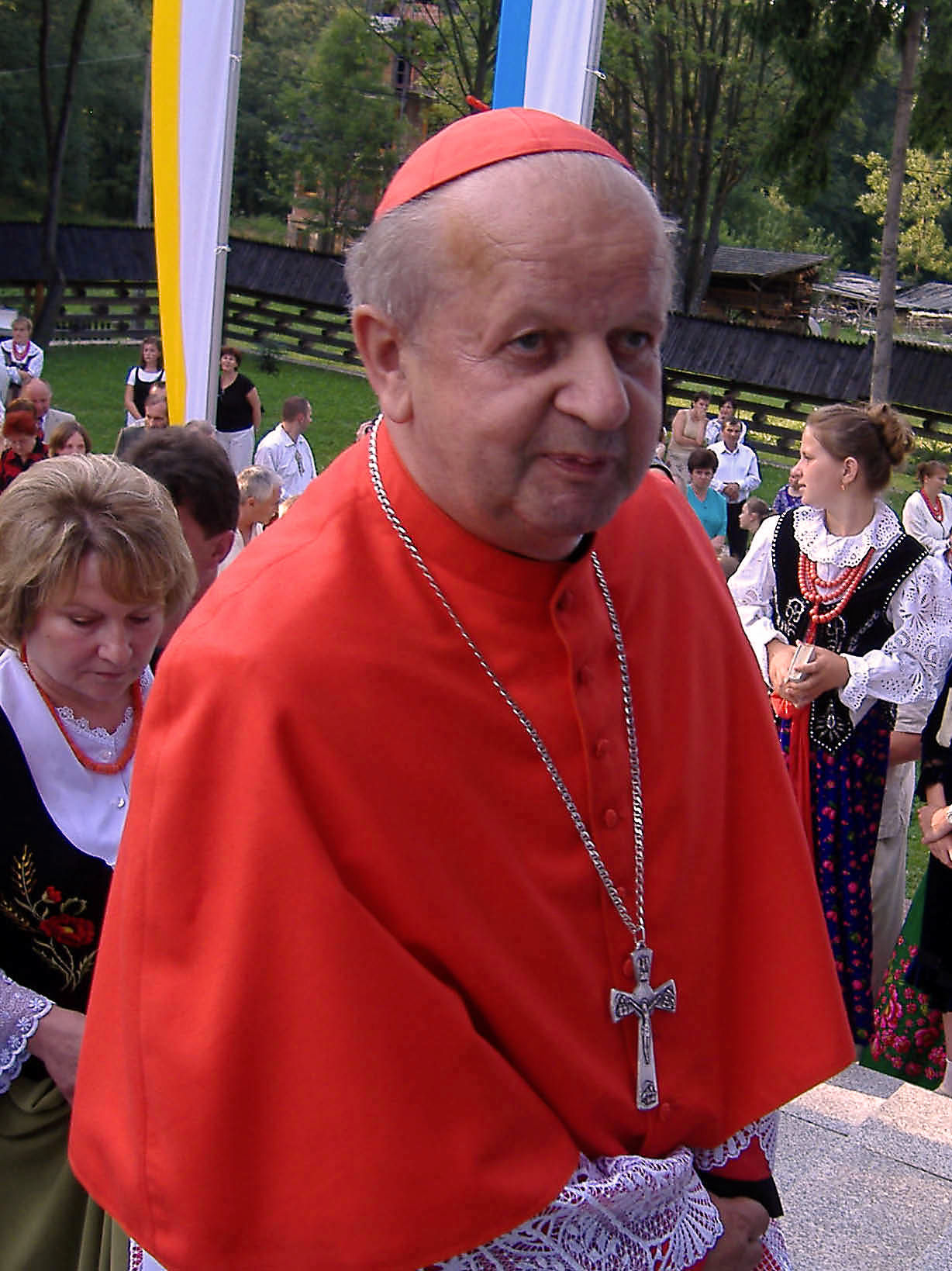
Stanisław Dziwisz (* 1939)

- Dziwniel, Daniel (* 1992), deutsch-polnischer Fußballspieler
- Dziwoki, Erich (1925–1984), deutscher Fußballspieler

### Dzo
- Džodić, Stefan (* 2005), serbisch-französischer Fußballspieler
- Dzodope, Mana (* 1978), togoische Fußballschiedsrichterassistentin
- Džodžo, Nemanja (* 1986), serbischer Fußballtorhüter
- Dzogovic, Eldin (* 2003), luxemburgischer Fußballspieler
- Dzokanga, Adolphe (1942–1998), kongolesischer Linguist und Herausgeber von Wörterbüchern auf Lingala
- Dzomba, Marko (* 1990), serbischer klassischer Saxophonist
- Džomba, Mirza (* 1977), kroatischer Handballspieler
- Džombić, Aleksandar (* 1968), bosnisch-herzegowinischer Politiker, Ministerpräsident der Republika Srpska
- Džombić, Damir (* 1985), bosnischer Fußballspieler
- Dzondi, Karl Heinrich (1770–1835), deutscher Mediziner
- Dzongsar Jamyang Khyentse Rinpoche (* 1961), bhutanischer buddhistischer LehrerDzongsar Jamyang Khyentse Rinpoche (* 1961)

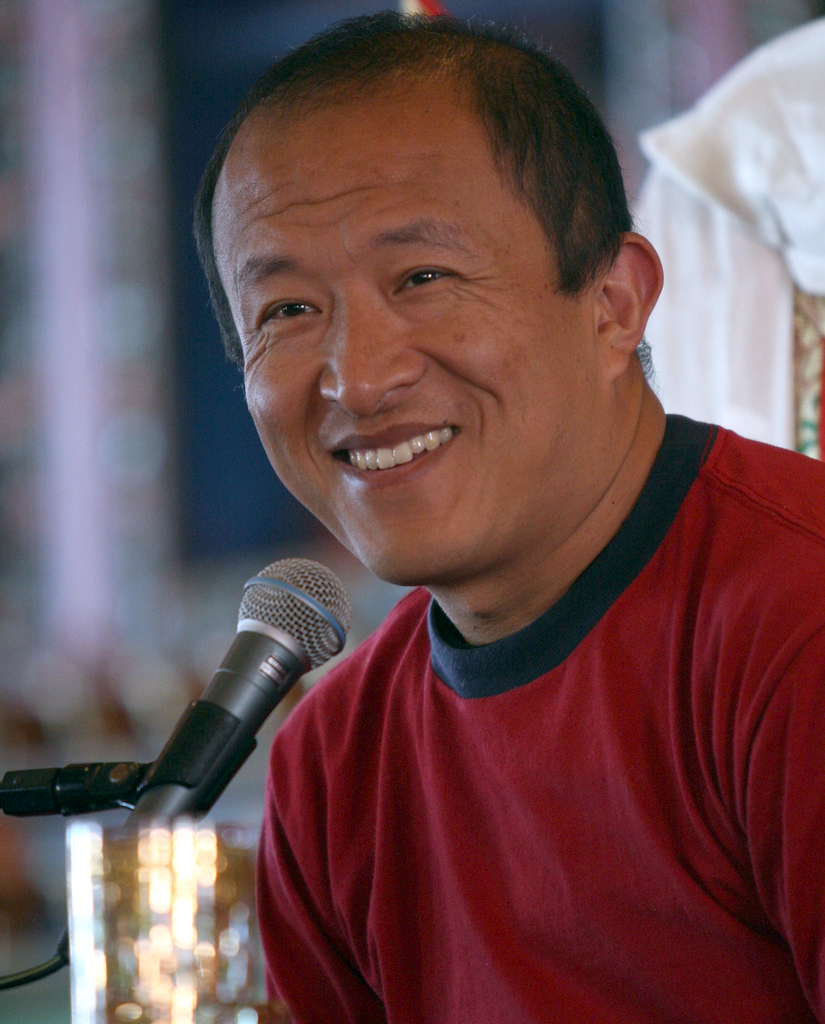
Dzongsar Jamyang Khyentse Rinpoche (* 1961)

- Džoni, Vilson (* 1950), jugoslawischer Fußballspieler
- Džorlev, Zoran (1967–2021), nordmazedonischer Violinist
- Dzovor, Michael (* 1983), deutscher Video- und Filmproduzent

### Dzs
- Dzsudzsák, Balázs (* 1986), ungarischer Fußballspieler

### Dzu
- Dzubilla, Harald (* 1944), deutscher Journalist, Publizist, Autor, Verlagskaufmann und Werbefachmann
- Džudović, Miodrag (* 1979), montenegrinischer Fußballspieler
- Džudžar, Djura (* 1954), serbischer Geistlicher, griechisch-katholischer Bischof von Ruski Krstur
- Dzumaev, Malika (* 1991), deutsche Turniertänzerin
- Džumhur, Damir (* 1992), bosnischer TennisspielerDamir Džumhur (* 1992)

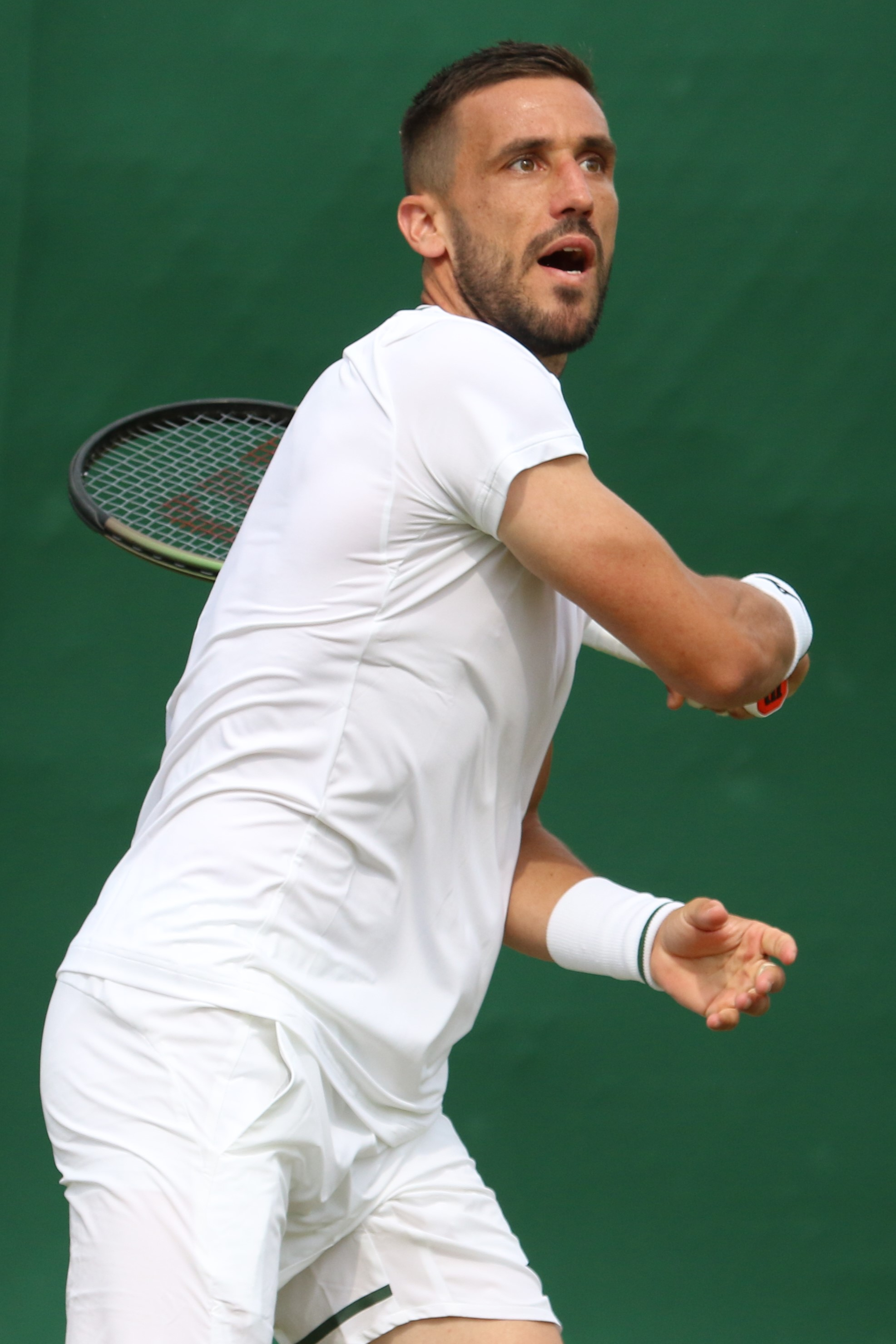
Damir Džumhur (* 1992)

- Dzundza, George (* 1945), ukrainisch-amerikanischer Schauspieler
- Dzúr, Martin (1919–1985), tschechoslowakischer Politiker und General
- Dzur, Walter (1919–1999), deutscher Fußballspieler
- Dzuríková, Gabriela (* 1973), slowakische Schauspielerin
- Dzurilla, Vladimír (1942–1995), slowakischer Eishockeytorhüter und -trainer
- Dzurinda, Mikuláš (* 1955), slowakischer Politiker
- Džuvalekovski, Ilija (1915–2004), jugoslawischer Schauspieler

### Dzw
- Dźwigaj, Czesław (* 1950), polnischer Bildhauer
- Dźwigała, Adam (* 1995), polnischer Fußballspieler
- Dzwonnek, Dorothee (* 1957), deutsche Generalsekretärin der Deutschen Forschungsgemeinschaft
- Dzwonowski, Zachariasz, polnischer Barockmaler